# Archäologisches Museum Kyōto
Das Archäologische Museum Kyōto (jap. 京都市考古資料館, Kyōto-shi Kōko Shiryōkan, engl. Kyoto City Archaeological Museum) ist ein Museum und eine archäologische Sammlung in Kamigyō-ku, in Kyōto, Japan.
Das Gebäude selbst wurde 1914 erbaut und zuerst zur Produktion von Nishijin-Brokat verwendet. Das Museum wird von einer 1976 gegründeten rechtsfähigen Stiftung, dem „Forschungsinstitut für unterirdische Kulturgüter der Stadt Kyōto“ (京都市埋蔵文化財研究所, Kyōto-shi Maizō Bunkazai Kenkyūjo, engl. Kyōto City Archaeological Research Institute), geleitet. Das Museum selbst wurde drei Jahre später, 1979 in Imadegawa in Kyōto eröffnet. Stiftung und Museum haben den Auftrag Ausgrabungen in und um Kyōto durchzuführen, die Fundstücke zu erforschen, zu erhalten und sie der Öffentlichkeit durch Ausstellungen zugänglich zu machen.
Dazu besitzt das Museum sowohl chronologisch, wie thematisch geordnete Ausstellungsräume auf drei Etagen, inklusive eines Ausstellungsraums, in dem man die Ausstellungsgegenstände anfassen darf.

## Ausstellungsschwerpunkte
- das Tor Rajōmon
- Wandel des Irdenguts in der Heian-Zeit
- Nachbildungen von Behausungen der frühen Jōmon-Zeit
- in Kyōto ausgegrabene Keramiken nicht japanischer Herkunft (China, Persien)